# 배링턴 무어 주니어
배링턴 무어 주니어(Barrington Moore Jr., 1913년 5월 12일 ~ 2005년 10월 16일)는 미국의 정치 사회학자이다. 영국, 프랑스, 미국, 중국, 일본, 러시아, 독일의 근대화에 대한 비교 연구인 《독재와 민주주의의 사회적 기원》 (Social Origins of Dictatorship and Democracy, 1966)으로 유명하다.
1913년 5월 12일 미국 워싱턴 D.C.에서 태어났다. 아버지 배링턴 무어(Barrington Moore)는 수목관리원으로 미국 삼림감독관협회(Society of American Foresters) 삼림정책위원, 미국생태학회(Ecological Society of America) 회장 등을 지냈다. 윌리엄스 칼리지에서 라틴어, 그리스어와 역사를 공부했으며 파이 베타 카파의 회원으로 선발되었다. 1941년 앨버트 갤로웨이 켈러의 지도로 예일 대학교에서 사회학 박사 학위를 받았다. 졸업 후 미국 전략사무국과 법무부에서 정책분석관으로 근무하였고, 이때 헤르베르트 마르쿠제와 교류하였다.
1945년 시카고 대학교에서 교수로 근무하기 시작했으며 1947년 하버드 대학교로 옮겨 러시아 연구 센터에 합류했으며 1979년 명예교수직에 올랐다. 하버드 대학교에서 비교사회학자 시다 스코치폴과 찰스 틸리, 도시사회학자 존 몰렌코프, 역사학자 존 위너등을 가르쳤다.
《독재와 민주주의의 사회적 기원》에서 그는 민주주의, 파시스트, 공산주의 정권의 사회 형성 조건을 연구했으며, 특히 산업화와 기존의 농업 정권이 서로 다른 정치적 결과를 산출하기 위해 상호 작용하는 방식을 살펴 보았다. 그는 민주적 제도의 발전에 앞선 폭력에 특히 주목했다.
2005년 10월 16일 매사추세츠주 케임브리지에 있는 자택에서 폐렴으로 사망하였다.

## 저서
- Soviet Politics – The Dilemma of Power: The Role of Ideas in Social Change (1950)
- Terror and Progress, USSR: Some Sources of Change and Stability in the Soviet Dictatorship (1954)
- Social Origins of Dictatorship and Democracy: Lord and Peasant in the Modern World (1966) 《독재와 민주주의의 사회적 기원》. 번역 진덕규. 까치. 1985.
- Reflections on the Causes of Human Misery and Upon Certain Proposals to Eliminate Them (1972)
- Injustice: The Social Bases of Obedience and Revolt (1978)
- Privacy: Studies in Social and Cultural History (1984)
- Authority and Inequality under Capitalism and Socialism (1987) 《자본주의와 사회주의에서의 권위와 불평등》. 번역 송복. 청계연구소. 1990.
- Moral Aspects of Economic Growth, and Other Essays (1998)
- Moral Purity and Persecution in History (2000)